# Vladimir Hernández
Vladimir Javier Hernández Rivero (Arauca, 8 de fevereiro de 1989) é um futebolista colombiano que atua como meia-atacante.
Com 1,60m, é conhecido como "La Pulga".
Atualmente, defende o Junior Barranquilla.[carece de fontes?]

## Carreira

### Atlético Junior
Nascido em Arauca, Hernández mudou-se para Barranquilla para jogar com o Barranquilla, que é apoiado pelas divisões inferiores do Atlético Junior. Depois disso, ele foi chamado pelo então gerente de Julio Avelino Comesaña para se juntar com o Junior, fazendo sua estreia pelo clube em 13 de setembro de 2008, em uma partida contra o Millonarios, em que o Atlético Junior venceu por 1-0.[carece de fontes?]
Em 2016, contando Campeonato Colombiano e Sul-Americana, assinalou 15 gols em 42 partidas.

### Santos
Assinou com o Santos em 13 de outubro de 2016, com chegada para 2017. Hernández assinou contrato de 4 anos com o time da Vila Belmiro.
Em um amistoso de pré-temporada do time santista contra o Kenitra do Marrocos, Hernández faz sua estreia e faz um gol de bicicleta.
Sua estreia em jogos oficiais demorou devido a um problema para o time santista conseguir a documentação necessária e ocorreu diante do Sporting Cristal, jogando em Lima, quando o Santos empatou em 1x1, com Hernández entrando no segundo tempo. Teve destaque maior no jogo seguinte, contra o São Bernardo em partida pelo Paulistão, o jogador deu 2 assistências pra gol, contribuindo com a construção do placar de 4x1 em favor da equipe santista, o jogador atuou durante 78 minutos e deu lugar a Thiago Ribeiro.
Foi pouco utilizado por Dorival Júnior, Levir Culpi e Elano durante a temporada, quando fez um gol em 27 partidas. Deixou o Santos em janeiro de 2018, sendo negociado com o Atlético Nacional por 1,5 milhão de dólares.
Todos os Gols de Vladimir Hernández pelo Santos:
|    | Data                  | Local                    | Placar | Resultado | Adversário | Gols | Competição         |
| -- | --------------------- | ------------------------ | ------ | --------- | ---------- | ---- | ------------------ |
| 1. | 28 de janeiro de 2017 | São Paulo, Pacaembu      | 4–1    | 5–1       | Kenitra    | 1    | Amistoso           |
| 2. | 14 de maio de 2017    | Rio de janeiro, Maracanã | 2–3    | 2–3       | Fluminense | 1    | Brasileiro de 2017 |